# 计算机辅助望闻问切诊疗系统
计算机辅助望闻问切诊疗系统是运用计算机对被診斷者的舌头、脉搏等部位的特征收集及數據化後後，再根據中医原理比對數據庫以辅助诊断疾病的系統。

## 原理
中医有“望闻问切”四大原则。 此系统的原理即是根据电脑收集的大量病态的舌头颜色、脉搏等数据，对比观察对象的情况做对比，以分析对象是否患病。

## 实际应用

### 台湾厦门合作项目
2010年6月由中國大陸的厦门大学、厦门市中医院及台湾的中国医药大学所合作研发的「海峡（厦门）中医药科技平台」公布，其中包括一个名为“机器人中医”的项目。系统由计算机、数码相机、照明灯等组成。计算机中存储有舌象、中成药和健康处方三个数据库。通过数码相机拍摄舌头图像，传输到计算机，三分钟内给出对应的药物和食物，据称准确率达到90%。该机器缺点为初期成本需1000多万元人民币，且需要人手控制并无法百分百准确判断病症。

### 香港项目
2010年6月底香港理工大学生物识别技术研究中心公布其研发的三部中医诊断分析仪器。利用分析舌头、脉搏及人体呼出的口气等数据诊断疾病。该系统经十多年时间开发，收集有3万多名病人及健康人士的数据，其中舌头图像有4000个。三部仪器分别采集患者的脉搏讯号，口气及舌像之后，分析系统会与数据库的特征进行比较，将患者及健康人士区分以协助断症。目前可诊断的病症有肾臟病、十二指肠溃疡、血糖水平等。机器准确度据称达到85%以上。该中心主任张大鹏曾在2009年称这套系统成本不高，会推广至医院及小区中心使用。

### 上海项目
2010年上海世博会上，上海中医药大学与上海道生医疗科技有限公司合作设计的“中医四诊仪”公布。此机器据称参考上海中医药大学几代专家30多年经验，历时3年多开发完成。
其中“脉象仪”测算患者脉搏是否正常并诊断病症，“面象仪”则通过面部和舌头情况诊断，最后再开出个性化中医健康处方。